# Sieniawka (powiat zgorzelecki)
Sieniawka (niem. Kleinschönau) – wieś w Polsce położona w województwie dolnośląskim, w powiecie zgorzeleckim, w gminie Bogatynia, nad Nysą Łużycką.

## Położenie
Sieniawka to duża wieś leżąca na Pogórzu Izerskim, na zachodnim skraju Kotliny Turoszowskiej, na prawym brzegu Nysy Łużyckiej, na wysokości około 225–250 m n.p.m.

## Podział administracyjny
Od 1945 roku w gminie Opolno Zdrój, od 1954 w gromadzie Biedrzychowice Górne, przekształconej w 1959 r. w osiedle typu miejskiego. Od 1973 r. w gminie Bogatynia. W latach 1975–1998 miejscowość należała administracyjnie do województwa jeleniogórskiego.

## Demografia
Według Narodowego Spisu Powszechnego (III 2011 r.) liczyła 1065 mieszkańców. Jest trzecią co do wielkości miejscowością gminy Bogatynia.

## Przejście graniczne
Do roku 2007 znajdowało się tutaj drogowe przejście graniczne do Niemiec Sieniawka-Żytawa.

## Transport
Przez wieś przebiegają drogi lokalne 2361D i 2363D. Na północnym wschodzie od wsi znajduje się droga transgraniczna DW 332.

## Zabytki
Do wojewódzkiego rejestru zabytków wpisane są:
- kościół filialny parafii w Porajowie[7] pw. Niepokalanego Poczęcia Najświętszej Marii Panny, z 1660, 1794
- kościół filialny pw. św. Jana Chrzciciela, z XVIII w.

Inne zabytki:
- koszary
- nieczynne lotnisko

## Szpital i dawne koszary w Sieniawce
W budynkach dawnych koszar w Sieniawce mieści się Szpital dla Nerwowo i Psychicznie Chorych. W czasach III Rzeszy w budynkach tych i wydrążonych pod nimi podziemiach znajdowała się filia obozu koncentracyjnego Groß-Rosen i zakładów lotniczych Junkers Flugzug und Motorenwerke. Produkowano tu m.in. podzespoły do bombowca Ju 188 oraz turboodrzutowego myśliwca Me 262. Prawdopodobnie wytwarzano też silniki odrzutowe do pocisków V1 i V2. W laboratorium obozowym przeprowadzano natomiast eksperymenty medyczne pod nadzorem Josefa Mengele.

## Galeria

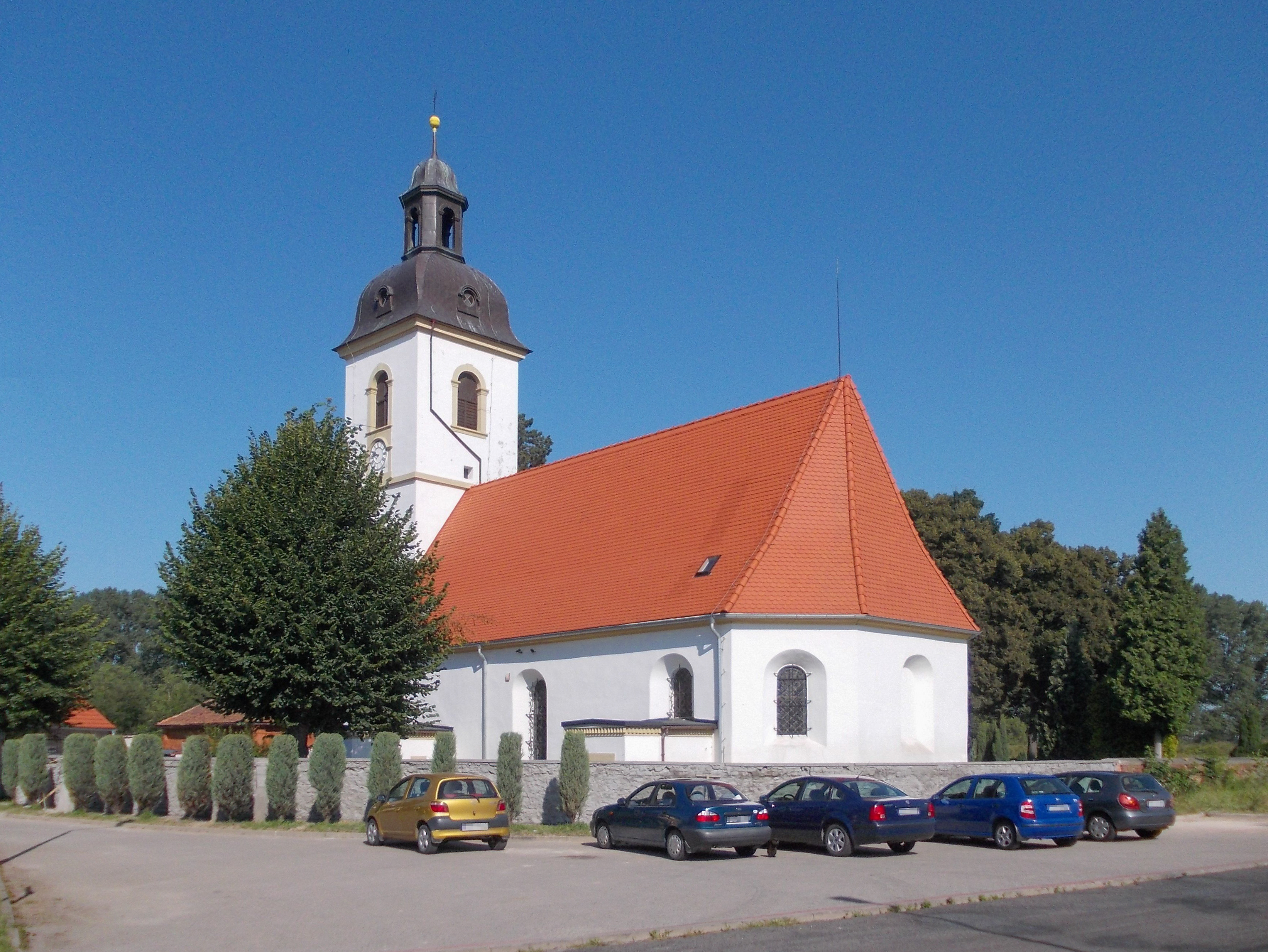
Kościół Niepokalanego Poczęcia NMP
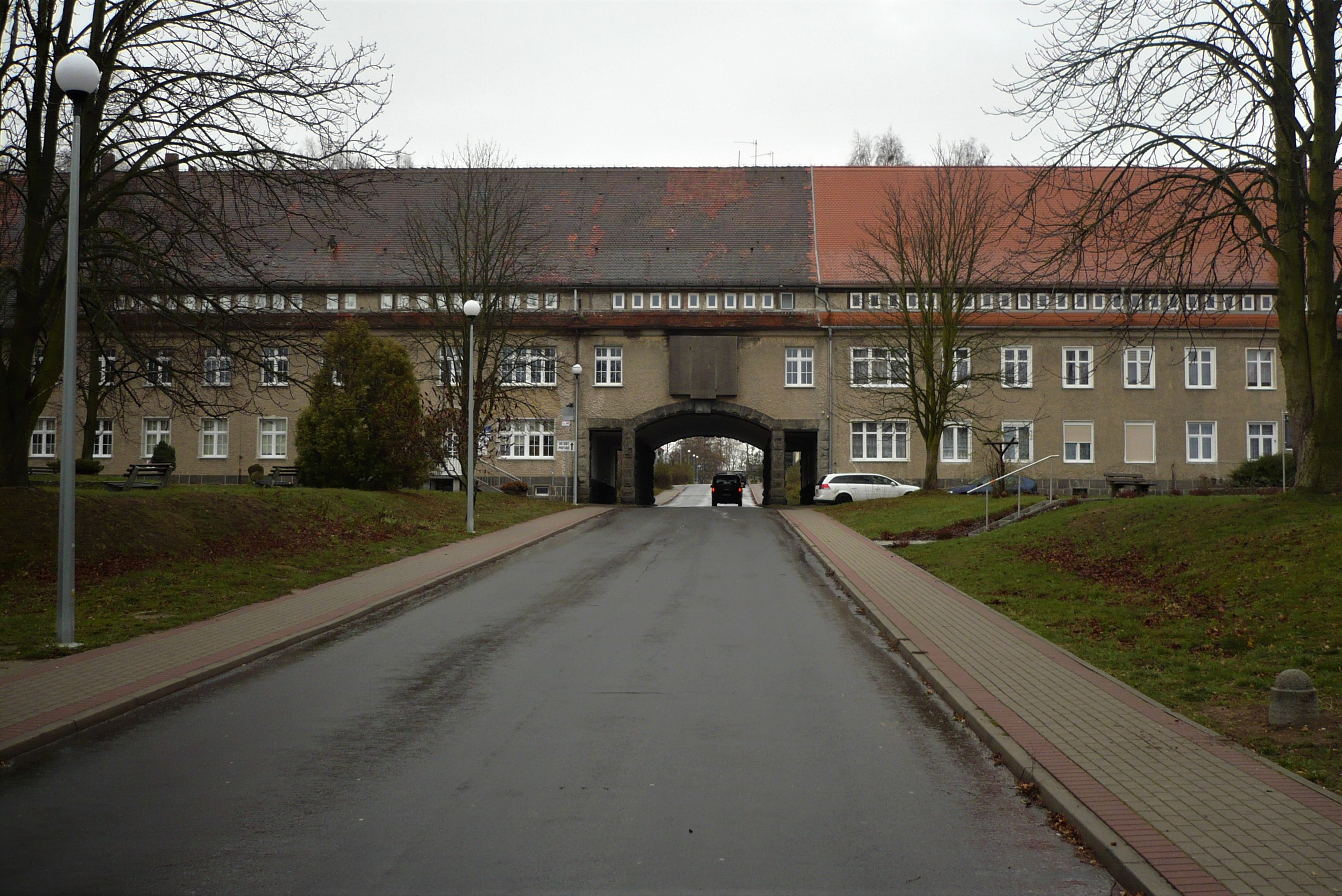
Dawne koszary
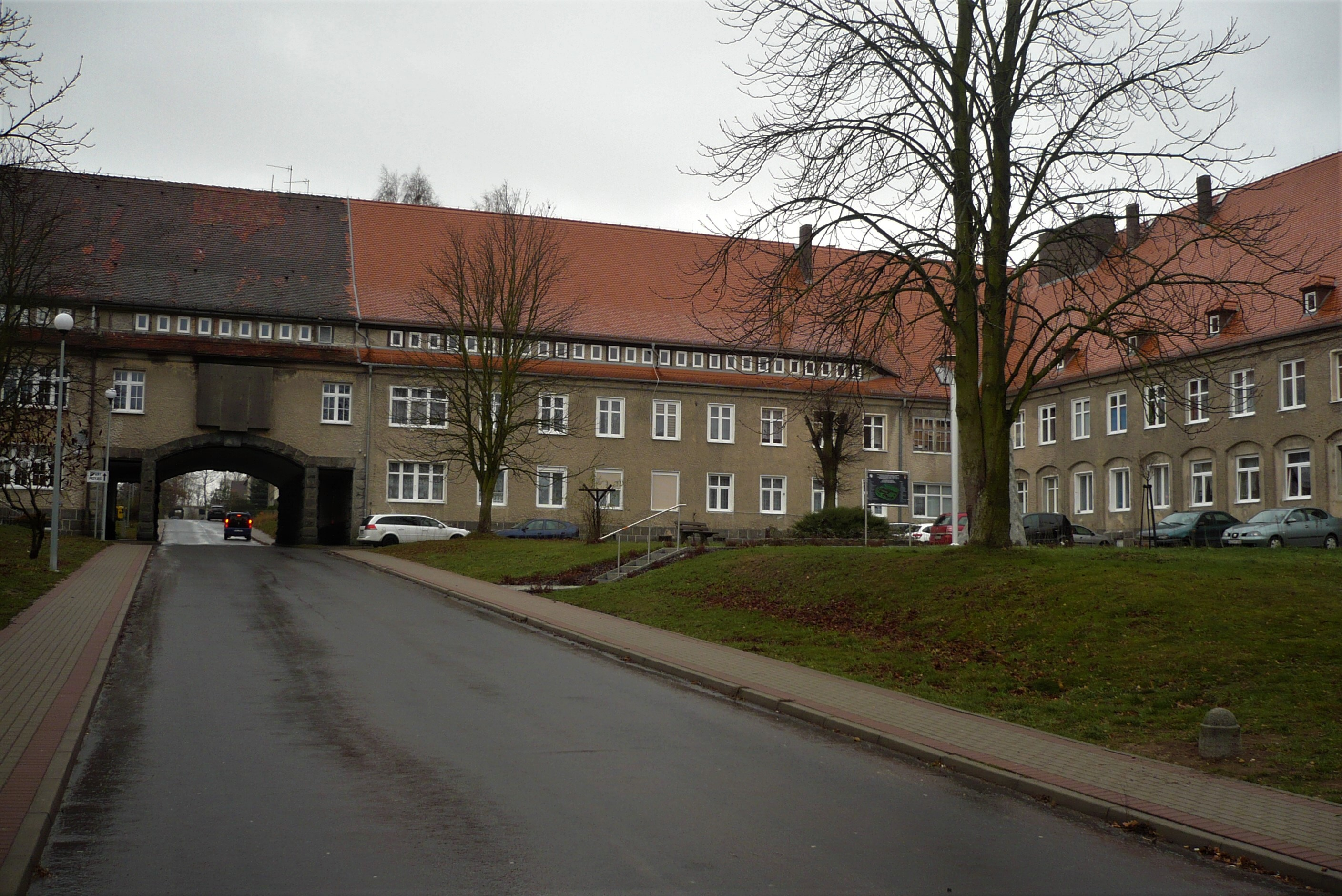
Dawne koszary
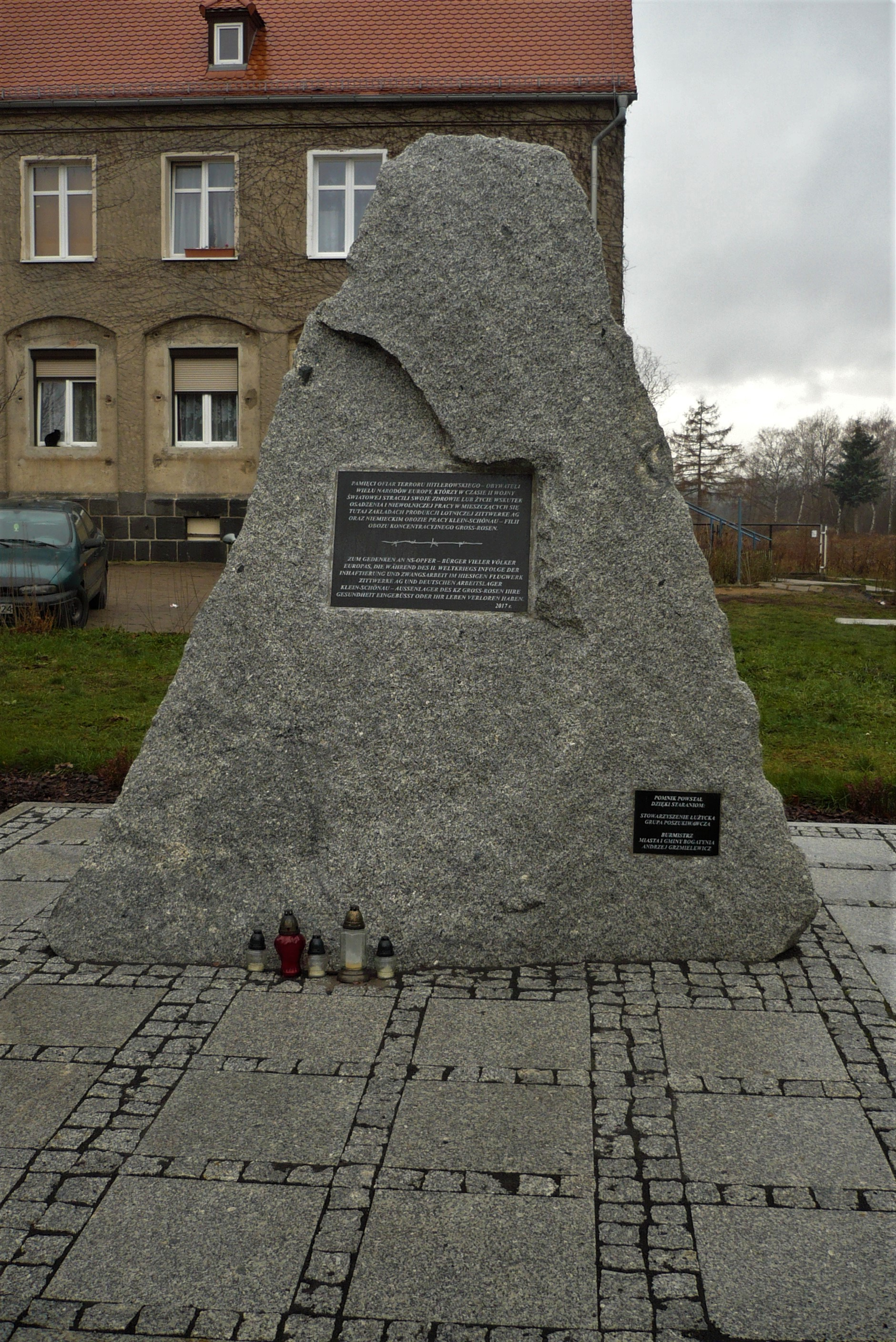
Pomnik
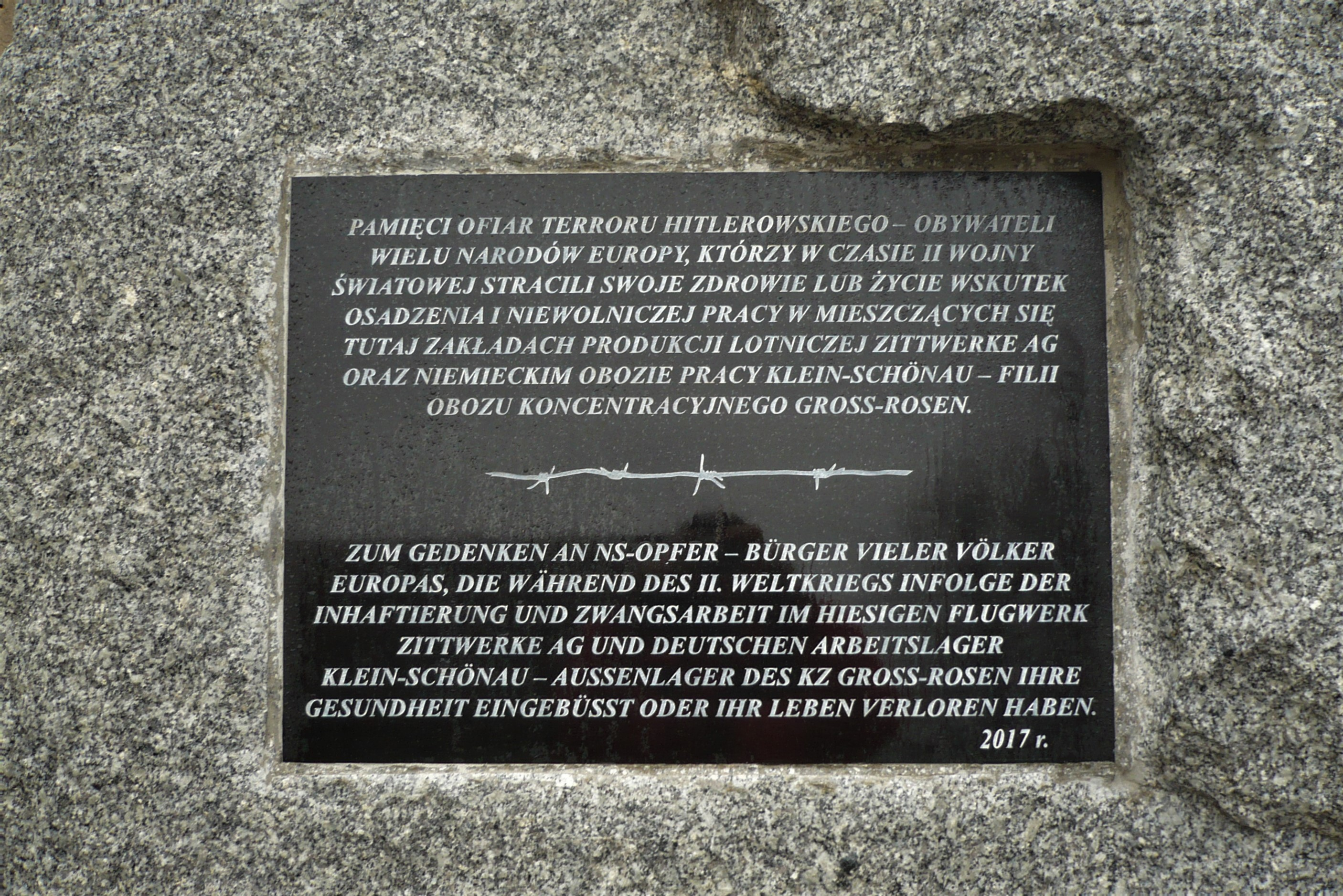
Tablica na pomniku
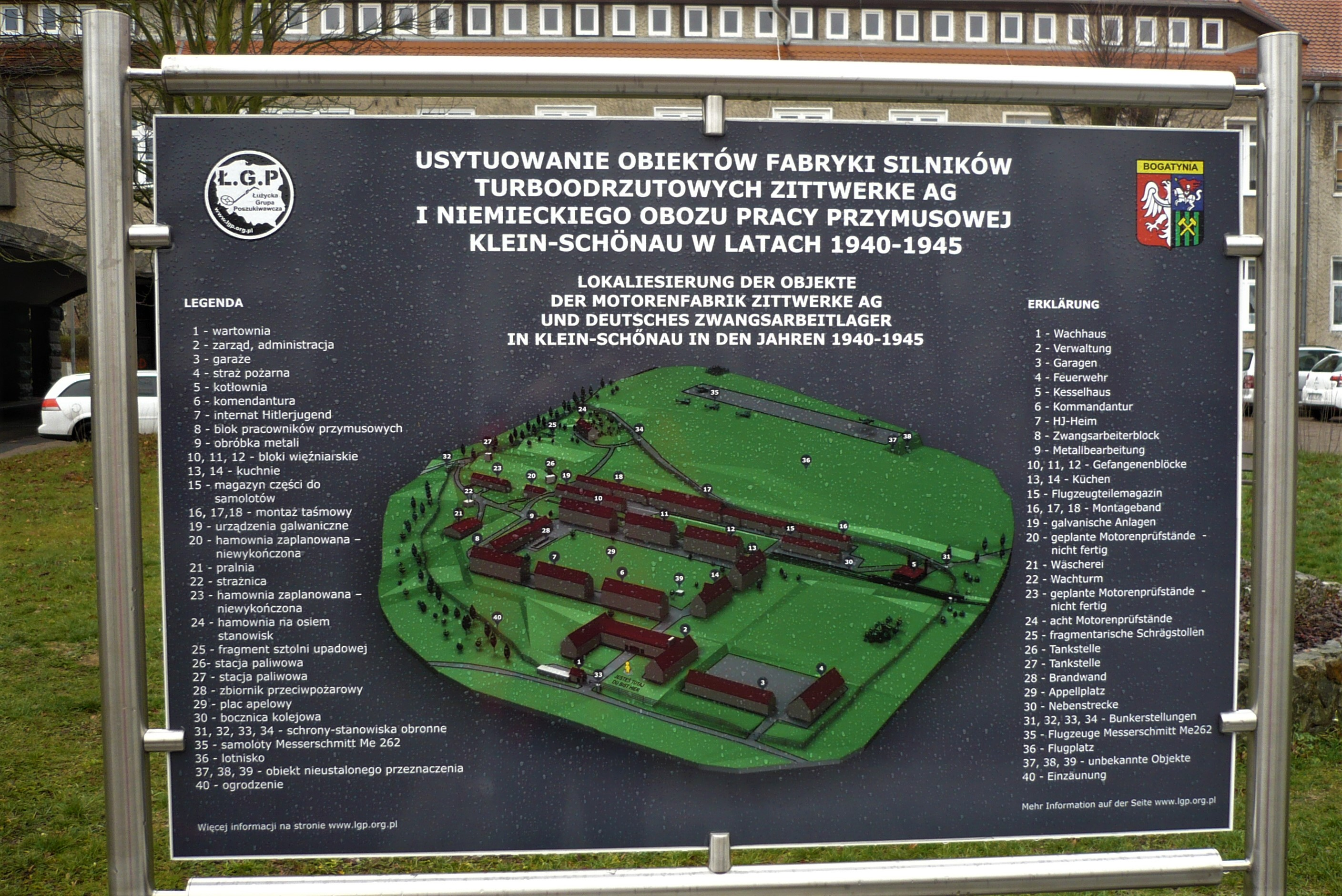
Tablica z planem obozu pracy przymusowej

## OSP
W Sieniawce funkcjonuje Ochotnicza Straż Pożarna (OSP), która została założona w 1947 roku. W 2011 roku (22 lipca) jednostka ta została włączona do Krajowego Systemu Ratowniczo-Gaśniczego.